# La Florida, Pantepec
La Florida är en ort i Mexiko.   Den ligger i kommunen Pantepec och delstaten Chiapas, i den sydöstra delen av landet, 700 km öster om huvudstaden Mexico City. La Florida ligger 1 559 meter över havet och antalet invånare är 198.
Terrängen runt La Florida är varierad. Runt La Florida är det ganska tätbefolkat, med 86 invånare per kvadratkilometer. Närmaste större samhälle är Pueblo Nuevo Jolistahuacan, 15,0 km öster om La Florida. I omgivningarna runt La Florida växer i huvudsak städsegrön lövskog.